# South Beach (série télévisée)
Pour les articles homonymes, voir South Beach (homonymie).
South Beach est une série télévisée américaine en huit épisodes de 42 minutes, créée par Matt Cirulnick, produite par Jennifer Lopez et diffusée entre le 11 janvier et le 22 février 2006 sur UPN et en simultané sur Citytv au Canada.
En France, la série a été diffusée à partir du 11 mars 2007 sur M6. Elle reste inédite dans les autres pays francophones.

## Synopsis
Matt et Vincent, deux meilleurs amis, décident de changer de vie. Ils déménagent donc de Brooklyn pour South Beach, en Floride, dans le but d'avoir une vie meilleure.

## Distribution

### Acteurs principaux
- Marcus Coloma (VF : Tony Marot) : Matt Evans[2]
- Odette Yustman (VF : Karine Foviau) : Arielle Casta
- Lee Thompson Young (VF : Alexis Tomassian) : Alex Bauer
- Chris J. Johnson (en) (VF : Alexis Victor) : Vincent
- Giancarlo Esposito (VF : Jean-Louis Faure) : Robert Fuentes
- Vanessa Williams (VF : Juliette Degenne) : Elizabeth Bauer

### Acteurs récurrents
- Meghan Ory (VF : Sauvane Delanoë) : Maggie
- Johnny Acero (VF : Francisco Chueca Gómez) : Manolo
- Adrianne Palicki (VF : Laura Blanc) : Brianna
- Paul Lasa (VF : Frédéric Popovic) : Javier

- Version française par Dubbing Brothers
- Direction artistique par Danièle Bachelet
- Adaptation par Françoise Lévy

 Source et légende : version française (VF) sur RS Doublage

## Épisodes
1. Sous le soleil de Miami (I Always Tell the Truth Even When I Lie)
2. Un monde sans pitié (I'm Not Your Baby)
3. Le maître-chanteur (I Want What's Coming to Me)
4. Dette de jeu (Every Day Above Ground Is a Good Day)
5. Meilleures ennemies (Who Do You Trust)
6. Chacun son tour (I'll Do What I Wanna Do)
7. Trois femmes, trois hommes, trois couples (The S.B.)
8. Une page se tourne (It Looked Like Somebody's Nightmare)

## Commentaires
- Le double épisode pilote a attiré 2,3 millions de téléspectateurs.
- Un premier pilote a été tourné avec Sara Foster dans le rôle d'Arielle et Diora Baird dans celui de Brianna[4]. Les rôles ont ensuite été recastés.